# Деженин, Пётр Сергеевич
Пётр Сергеевич Деженин (1911-1945) — старший сержант Рабоче-крестьянской Красной Армии, участник Великой Отечественной войны, Герой Советского Союза (1945).

## Биография
Пётр Деженин родился 3 июля 1911 года в селе Таволжанка (ныне — Борский район Самарской области) в крестьянской семье. Получил начальное образование, после чего работал комбайнёром в колхозе. В июле 1941 года он был призван на службу в Рабоче-крестьянскую Красную Армию. С февраля 1943 года — на фронтах Великой Отечественной войны. К ноябрю 1944 года гвардии старший сержант Пётр Деженин был помощником командира сапёрного взвода 3-го гвардейского воздушно-десантного полка 1-й гвардейской воздушно-десантной дивизии 53-й армии 2-го Украинского фронта. Отличился во время освобождения Венгрии.
4 ноября 1944 года во время форсирования реки Тиса в районе населённого пункта Шаруд Деженин лично из подручных материалов изготовил 4 лодки и 5 плотов. В ночь с 4 на 5 ноября, несмотря на массированный вражеский огонь, он переправил первую группу разведчиков. Когда на обратном пути лодка получила много пробоин и начала тонуть, Деженин бросился в воду и подтянул лодку к берегу. Всего же в ту ночь он совершил 9 рейсов.
Указом Президиума Верховного Совета СССР от 24 марта 1945 года гвардии старший сержант Пётр Деженин был удостоен высокого звания Героя Советского Союза. Орден Ленина и медаль «Золотая Звезда» получить не успел, так как 28 марта 1945 года погиб в бою. Похоронен в деревне Неверице в 14 километрах к северу от города Врабле.
В Таволжанке установлен бюст Деженина, его имя было присвоено СПТУ № 1 в селе Борек.

## Награды
- Медаль «Золотая Звезда» Героя Советского Союза (24.03.1945);
- орден Ленина (24.03.1945);
- орден Славы 3-й степени (13.06.1944);
- медаль «За отвагу» (9.05.1943).